# 25 Bank Street

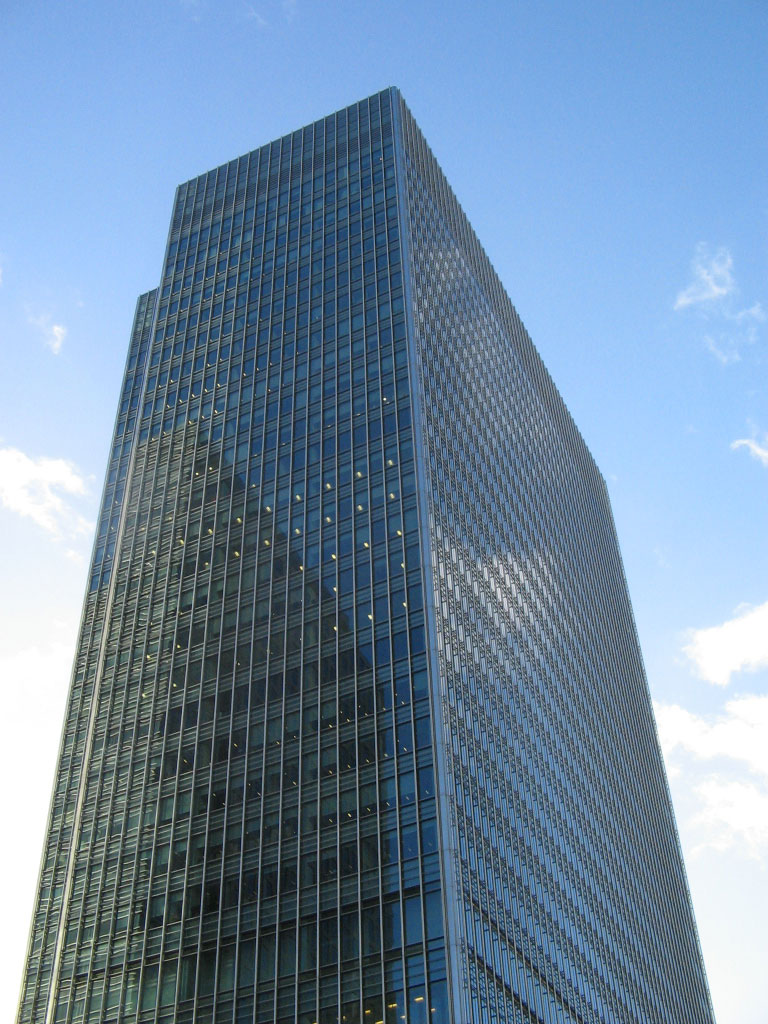
O 25 Bank Street.

O 25 Bank Street é um arranha-céu do Canary Wharf em Londres e foi ocupado inicialmente pelo Lehman Brothers até Setembro de 2008. O prédio possui 153 metros de altura e 33 andares, sendo o 8º prédio mais alto da cidade. Foi projetado por César Pelli. O térreo abriga salas de conferências e um auditório de 232 lugares, todos disponíveis para locação por parte de empresas.

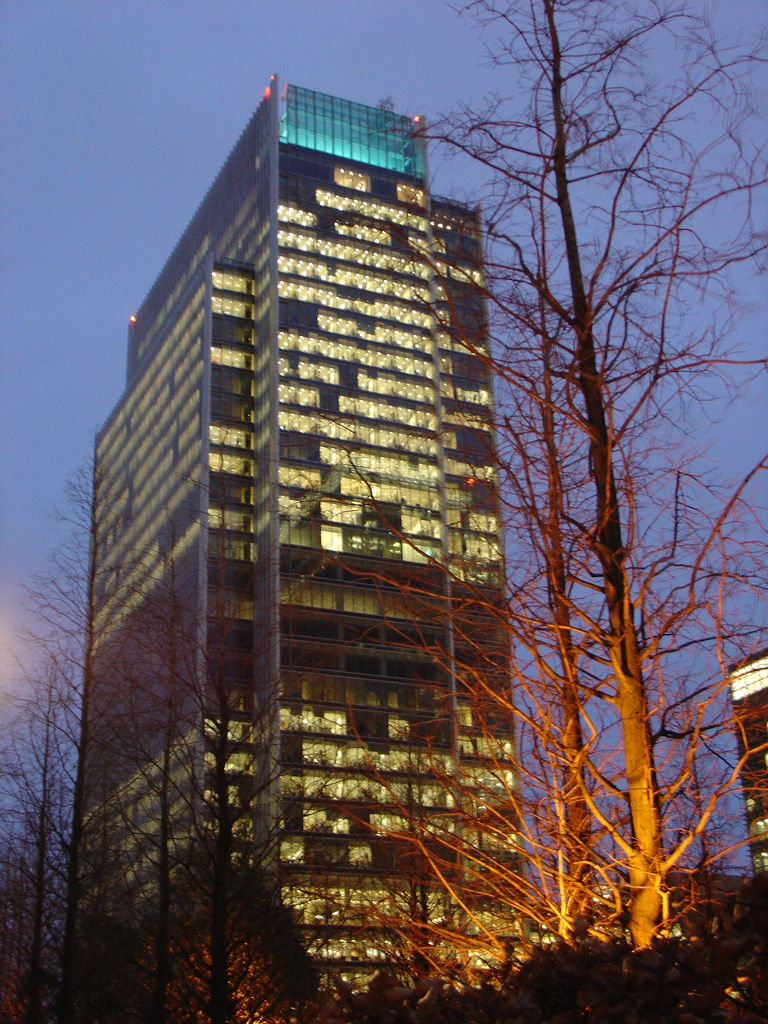
10 Upper Bank Street.